# Nerve (niederländische Band)
Nerve war ein niederländisches Industrial-Metal-Duo, das in der kurzen Zeit seines Bestehens zwischen 1992 und 1996 zwei CDs veröffentlichte.

## Geschichte
Der Niederländer Tom Holkenborg und der Brite Phil Mills gründeten 1992 die Zwei-Personen-Band Nerve, in der die beiden alle Instrumente selbst spielten. Holkenborg, der in der friesischen Band Weekend at Waikiki tätig und zuletzt kurz Mitglied von Mambo Jambo gewesen war, erklärte die neue musikalische Ausrichtung: „Eigentlich kommen wir aus der konventionellen Rock-Ecke. Als dann der HipHop zeigte, wie du mit verschiedenen musikalischen Partikeln und Zitaten spielen kannst, um sie zu etwas Neuem zusammenzufügen, fingen wir mit dem Industrial-Groove-Metal an.“
Der Vertrieb eines Demobandes und Liveauftritte, bei denen die Musiker ihre E-Gitarren zu vorproduzierten Einspielungen bedienten, waren die ersten Schritte in die Öffentlichkeit. Ihr dritter Auftritt im Rahmen des Eurosonic-Noorderslag-Festivals in Groningen 1993 markierte den Durchbruch des Projekts: Innerhalb von sechs Monaten spielte Nerve auf allen großen Festivals in Europa und profilierte sich damit auch vor den ausländischen Szenegrößen. So bekundeten zum Beispiel Front 242 und Nine Inch Nails ihre Hochschätzung. Die letztgenannte Band bot Nerve an, Aufnahmen für ihr Label TVT in Amerika zu machen, was aufgrund von Budgetproblemen jedoch nicht umgesetzt wurde.
Die Debüt-CD Cancer of Choice erschien 1993 bei Play It Again Sam. Der Nachfolger Blood & Gold wurde 1995 hauptsächlich im Telesound Studio in Leeuwarden aufgenommen. Für die Gitarren-Aufnahmen konnte der Rage-Against-the-Machine-Produzent Randall Wine gewonnen werden. Den Mix besorgte das Front-242-Mitglied Daniel B. (Daniel Bressanutti). Das Album wurde im März 1995 (in Deutschland April) veröffentlicht.
Das Metropole Orkest arrangierte 1996 für einen Konzertabend mit niederländischen Pop-Kompositionen im Amsterdamer Paradiso auch zwei Nerve-Stücke. Die Veranstaltung wurde vom Fernsehen aufgezeichnet; auf der CD ist Nerve allerdings nicht vertreten.
Im selben Jahr trennten sich die Wege von Holkenborg und Mills aufgrund musikalischer Differenzen. Holkenborg wurde daraufhin unter dem Künstlernamen Junkie XL DJ und Produzent. Er produzierte oder remixte beispielsweise die niederländischen Metal-Gruppen Kong und The Gathering sowie die zum Industrial Metal umgeschwenkte US-amerikanische Band Fear Factory.

## Stil
Von den Texten heißt es, sie seien scharfzüngig und zynisch.
Der Musikstil wird unisono als „Industrial Metal“ angegeben.
Das Musikmagazin Sub Line meinte bezüglich Cancer of Choice, die „Soundcollagen aus Samples und Beats“ würden beim Hörer jeden Körperteil vibrieren lassen. In der Folgeausgabe wurde ins Detail gegangen: „Die Musik von Nerve zu beschreiben, ist schwer. Wild und brachial, dann wieder sphärisch und getragen. Facettenreich und mysteriös, aber im selben Moment wieder klar strukturiert und tanzbar“ – ein „filigrane[s] Gebäude aus Samples, Grooves und Melodien“, bei dem der Gesang den Gesamteindruck nur unterstützt, nicht dominiert.
In der zeitnahen Rezension des Rock Hard zu Blood & Gold hieß es, Nerves Industrial Metal sei dem Zeitgeist angepasst, jedoch „selbstbewusst“ hervorstechend. Das Fabryka Magazine – Industrial Rock & Metal Encyclopedia  schrieb 15 Jahre später ebenfalls von zeittypischem Sound, der sich jedoch als zeitlos erwiesen habe und dem derselbe Rang zustehe, wie ihn Ministry und Nine Inch Nails innehätten.

## Diskografie
- 1993: Cancer of Choice (Play It Again Sam)
- 1995: Blood & Gold (Play It Again Sam)